# Chemin de fer de Normandie

Plan et localisation des lignes du Chemin de fer de Normandie

Le Chemin de fer de Normandie est un ancien réseau ferroviaire à écartement métrique qui exploita, de 1912 à 1947, deux voies ferrées d'intérêt local dans le département de Seine-Inférieure (aujourd'hui Seine-Maritime) : la ligne d'Ouville-la-Rivière à Motteville via  Gueures et la ligne de Gueures à Clères.
Construits tardivement, à la veille de la Première Guerre mondiale, par M. Laborie, ces deux itinéraires ne furent jamais rentables, desservant des régions à faible activité économique de l'est du Pays de Caux et ayant été pénalisés par l'abandon de la construction d'un prolongement jusqu'à Rouen par la vallée du Cailly. Malgré des tentatives de modernisation au cours de l'entre-deux-guerres, la fermeture du tronçon de ligne le moins rentable, ces deux lignes disparurent quelques années après la fin du second conflit mondial.

## Une construction tardive

### Une nécessité de désenclavement
À la fin du XIXe siècle, l'est du Pays de Caux était desservi par deux lignes de chemin de fer de la Compagnie des chemins de fer de l'Ouest appartenant au réseau d'intérêt général, à savoir les itinéraires Rouen (Malaunay) - Dieppe mis en service le 1er août 1848 et Motteville - Saint-Valery-en-Caux le 31 juillet 1882.
Ces deux voies ferrées avaient, par leur tracé, laissé à l'écart un vaste quadrilatère délimité par les gares de Saint-Vaast-Bosville, Dieppe, Clères et Motteville. Dans cette contrée à vocation agricole  mais marquée par une présence industrielle notable, deux petites vallées, celles de la Saâne et de la Vienne, étaient handicapées par ce manque de desserte ferroviaire. Les populations locales estimaient que cette absence conduisait à un déclin inéluctable de leur contrée. En effet, depuis les années 1830-1840, les activités locales périclitaient (comme le tissage de toile à Gueures) face à la concurrence de régions mieux irriguées par le rail.
En 1867, un notable de la contrée, M. Leborgne, avait soumis au sénateur préfet de Seine-Inférieure, M. Ernest Le Roy, dans le cadre de la loi de 1865 sur les voies ferrées d'intérêt local, un ambitieux projet de chemin de fer cauchois. Cet itinéraire à voie normale de 50 kilomètres environ aurait relié Dieppe (Saint-Aubin-sur-Scie) à Yvetot par Offranville, Luneray et Doudeville. Cette proposition ne dépassa pas le cadre des études. Elle disparait définitivement avec la Guerre de 1870-1871. La volonté de pourvoir les deux vallées en voies ferrées revint de manière épisodique au conseil général à partir de 1880. Elle se limita à de bonnes intentions, maintes fois répétées, sans qu'un avant-projet ne soit constitué.

### Des projets avortés

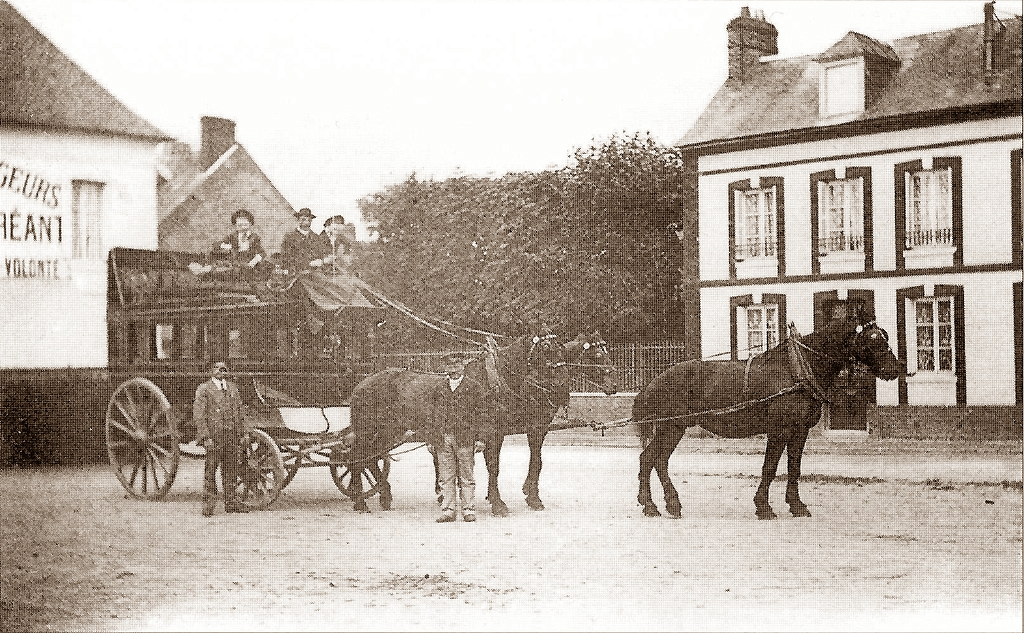
Avant l'arrivée du chemin de fer, la diligence était le seul moyen de transport des habitants de Yerville.

Au début du XXe siècle, la région bénéficia de nombreux projets mais qui tardèrent à se concrétiser. Dès 1901, l'agent-voyer en chef du département élabora un tracé de ligne à voie normale qu'il présenta devant le conseil général lors de la séance du 9 avril 1902. Le chemin de fer envisagé, à voie unique, prenait naissance à Butot sur l'itinéraire de Motteville à Clères exploité par la Compagnie de l'Ouest, desservait Tôtes, une partie de la vallée de la Saâne, remontait jusqu'à Bacqueville-en-Caux avant de rejoindre la ligne littorale Dieppe - Fécamp à Ouville-la-Rivière. M. de Folleville, conseiller général de Tôtes, se faisait le plus ardent défenseur de cet axe ferroviaire à établir, justifiant ainsi son utilité économique:

« Sur les trente-sept kilomètres de voie ferrée qu'il s'agit de créer, vous avez, à côté d'exploitations agricoles importantes, des usines et des moulins en nombre considérable. Vous trouvez 58 chutes d'eau représentant une force de 1 126 chevaux hydrauliques. Parmi ces chutes d'eau, il y en a un tiers environ inutilisées actuellement, faute de moyens de transport, et sur lesquelles s'établiraient de suite des usines importantes, si on avait le chemin de fer tant désiré depuis si longtemps. »

La perspective d'adopter la voie normale n'enthousiasmait guère les autorités en raison du coût élevé de construction, c'est la raison pour laquelle elles reçurent avec satisfaction, le 26 août 1902, la proposition de la Société française de tramways électriques et de voies ferrées demandant la concession de deux lignes à voie métrique d'Ouville-la-Rivière à Motteville (33,5 kilomètres) et de Gueures à Tôtes et Saint-Victor-l'Abbaye (29 kilomètres).
Le conseil général demanda la construction de ces itinéraires et autorisa le service vicinal à procéder aux études nécessaires. Ces dernières se déroulèrent lentement au grand dam des populations locales. Il fut décidé le 26 août 1904 que le rattachement du chemin de fer de la vallée de la Vienne (ligne de Gueures) serait reporté de Saint-Victor-l'Abbaye à Clères, gare de correspondance de plus grande importance. Une convention et un cahier des charges furent signés, le 10 avril 1905, entre le département et le concessionnaire, mais la demande de déclaration d'utilité publique ayant été rejetée en mars 1907, la Société française de tramways électriques et de voies ferrées abandonna la concession.
Deux nouveaux candidats se montrèrent immédiatement intéressés par la construction des lignes cauchoises mais le résultat ne fut pas plus heureux que le précédent. Le premier solliciteur, la Compagnie centrale des chemins de fer et tramways communiqua un projet de concession inacceptable, le second, M. Hulin, ne donna aucune suite à sa première demande, en raison des difficultés financières du Tramway du Trianon dont il était le concessionnaire.

### Le projet Laborie
Alors que l'affaire paraissait mal engagée avec les retraits successifs des différents candidats, le conseil général reçut au cours de l'année 1907 une proposition sérieuse émanant de M. Jean Laborie, ingénieur parisien, exploitant les voies ferrées d'intérêt local de l'Eure, une voie ferrée en Algérie près de Bône et concessionnaire de deux lignes dans le Jura.
Une convention fut rapidement signée, le 28 novembre 1907 entre M. Laborie et le préfet de Seine-Inférieure, M. Fosse, pour l'exploitation de deux lignes d'intérêt local à voie métrique d'Ouville-la-Rivière à Motteville et de Gueures à Clères. Cet accord fut toutefois refusée par l'administration des Ponts et chaussées en raison certaines exigences de l'ingénieur parisien. En effet, M. Laborie, sceptique sur la rentabilité des deux voies ferrées rurales, sollicitait, après obtention de ce premier réseau, la concession après études d'autres itinéraires considérés comme plus rentables et complémentaires.
En fait il s'agissait de l'établissement d'un véritable réseau au centre du département comportant les lignes suivantes :
- Clères - Rouen (23 km) avec une voie à quatre files de rails entre Maromme et les quais de la Seine,
- Rouen - Veulettes par Duclair, Caudebec-en-Caux et Yvetot (75 km),
- Veulettes - Ouville-la-Rivière par Veules-les-Roses (40 km),
- Veulettes - Saint-Pierre-en-Port (22 km),
- Saint-Pierre-en-Port - Fécamp (12 km)[6].

Après de longues discussions, une nouvelle convention fut acceptée, le 19 juin 1909 par M. Laborie pour la construction des deux lignes, prévues à la condition que l'assemblée départementale lui concéda le prolongement de Clères à Rouen par la vallée du Cailly. À cette date, aucune société n'était constituée, en raison de la concession imminente de l'itinéraire de Clères à Rouen .
La loi de déclaration d'utilité publique fut promulguée le 31 juillet 1909, les dernières enquêtes furent alors menées et les travaux purent commencer à la fin de l'année 1910 sur la ligne d'Ouville-la-Rivière à Motteville qui avait la priorité.

## Les premières années d'exploitation

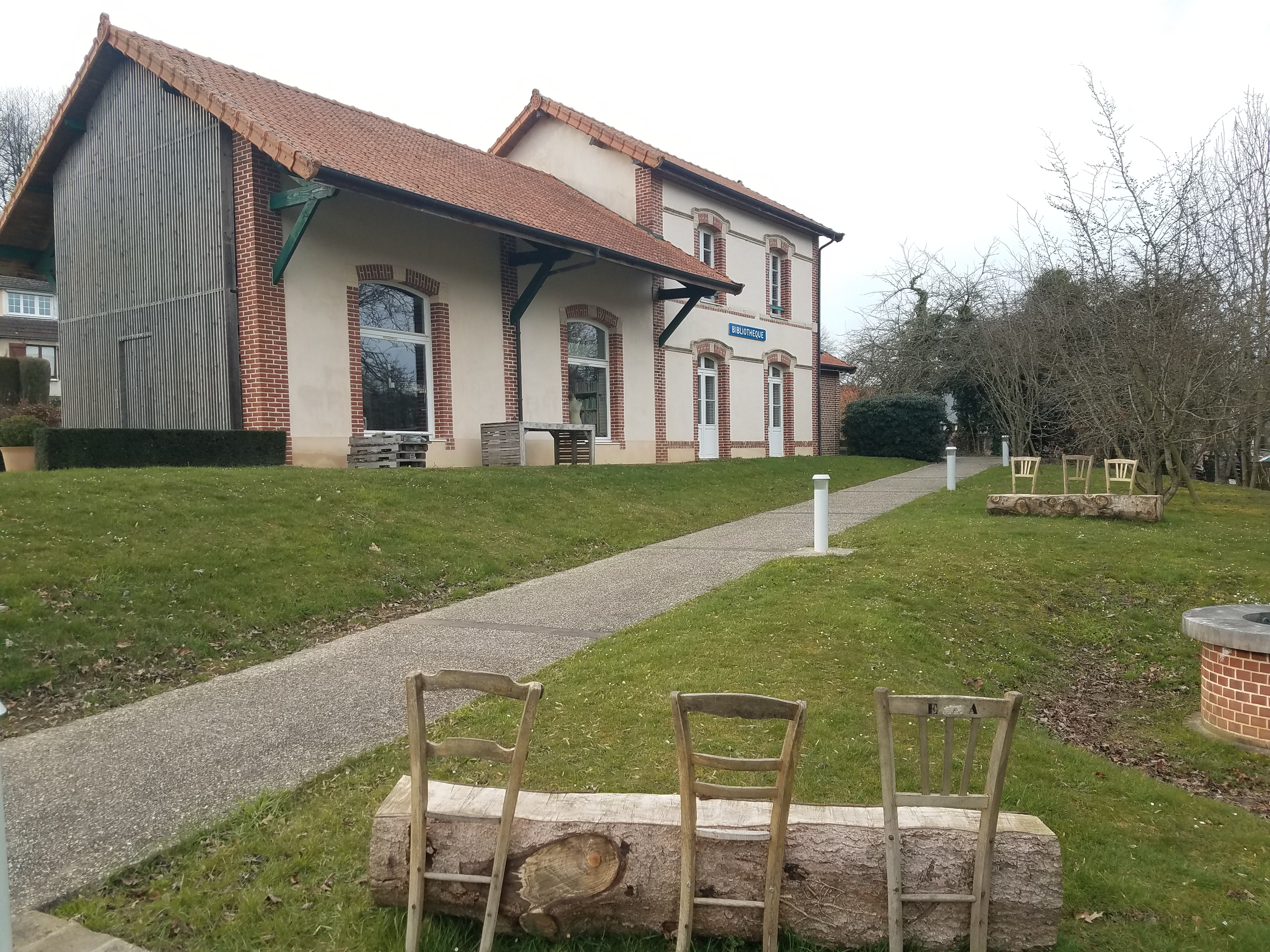
Ancienne gare d'Anglesqueville-sur-Saâne (aujourd'hui Val-de-Saâne), transformée en bibliothèque.

### La ligne d'Ouville-la-Rivière à Motteville
La construction de cet itinéraire, marquée par quelques accidents mortels liés à la circulation des trains de ballast, s'acheva à la fin de l'année 1911. La voie ferrée fut mise en exploitation le 16 mars 1912.
D'une longueur de 32,3 kilomètres, elle avait son origine à Ouville-la-Rivière dans ses propres installations jouxtant celles de la Compagnie des chemins de fer de l'État. Sur environ quatre kilomètres, la ligne remontait la vallée de la Saâne parallèlement à la voie ferrée d'intérêt général reliant Dieppe à Fécamp, suivant en semi-accotement le bord gauche de la route 152, et parvenait à Gueures, gare de correspondance avec l'embranchement de Clères. Le chemin de fer continuait à remonter le cours du fleuve côtier desservant les petites localités construites sur ses rives. Peu après avoir dépassé la halte de Brachy, il s'élevait sur le versant de la vallée et, abandonnant la route, bénéficiait d'une plate-forme indépendante traversant les herbages. Au-delà de la gare d'Anglesqueville-sur-Saâne, le train abandonnait la vallée pour grimper, par une section - la seule ayant réclamé d'importants terrassements - en rampe de 28 ‰, sur le plateau cauchois. Parvenue sur celui-ci, la ligne rejoignait la route nationale 29 qu'elle suivait en semi-accotement, desservait le bourg de Yerville, avant, par un nouveau trajet en site propre, de rejoindre la gare de Motteville sur la ligne Paris - Le Havre.
Le train le plus « rapide » (celui du dimanche) parcourait l'itinéraire en 1 h 20, soit à une moyenne tout à fait honorable de 24,2 km/h en raison du nombre élevé d'arrêts (dix-huit en excluant les gares de départ et d'arrivée).
Dès son ouverture, la voie ferrée d'intérêt local connut des difficultés d'exploitation. Les passagers transportés par les trois allers et retours quotidiens (plus un quatrième les dimanches et fêtes) et les deux navettes Motteville - Yerville étaient moins nombreux que prévu, le trafic marchandises insuffisant.
Le coefficient d'exploitation apparut bien mauvais pour les neuf premiers mois de l'année 1912: 0,77.
Une violente campagne de presse, qui prit pour cible la ligne, fut menée par en octobre 1912 par le Journal de Rouen. Le détracteur du chemin de fer, le docteur Périer de Yerville, reprochait aux convois de ne pas assurer les correspondances avec les trains de l'État aux deux extrémités de la ligne, de gêner les habitants dans la traversée des communes. Ces allégations étaient quelque peu fantaisistes ainsi que le démontra M. Laborie en usant de son droit de réponse mais il illustrait une certaine déception de la part des riverains.

### La ligne de Gueures à Clères

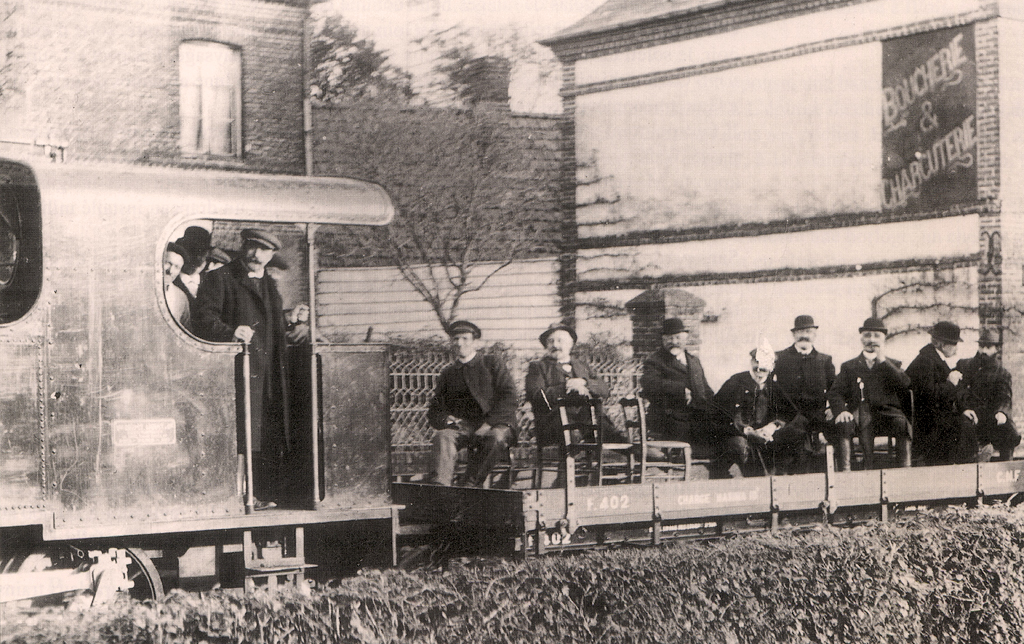
Le 25 avril 1913, un train inspecte la ligne de Gueures à Clères qui fut ouverte officiellement au trafic quelques jours après, le 30 avril.

Ce second itinéraire fut inauguré le 30 avril 1913 ; malheureusement, M. Laborie ne put assister à l'achèvement de son réseau car il décéda le 26 décembre 1912 et fut remplacé à la tête de sa société par son beau-fils, M. Férembach.
Plus longue (34,7 kilomètres) que la ligne d'Ouville-la-Rivière à Motteville, cette voie ferrée présentait également un profil plus difficile. Quittant la gare de Gueures (commune aux deux lignes), la voie ferrée s'engageait, pour la remonter presque entièrement, dans la vallée de la Vienne, petite rivière, affluent de la Saâne. Tantôt en semi-accotement, tantôt en site propre, elle desservait plusieurs villages et hameaux installés près du cours d'eau, tout particulièrement Bacqueville-en-Caux, la plus importante localité desservie (bien que ne comptant que 2 000 habitants au début du siècle). Après une dernière rampe de 25 ‰ qui la faisait quitter la vallée, la ligne atteignait, à Bennetot, la route nationale 27 dont elle suivait le tracé rectiligne et vallonné sur une dizaine de kilomètres jusqu'au-delà de Tôtes. Peu après la halte de Varneville-Bretteville, elle prenait une direction sud-est, atteignant le point culminant de son parcours (174 mètres) avant de descendre par une déclivité de 23 à 25 ‰ vers la gare de Clères, située sur la ligne Rouen - Dieppe (les installations de la voie ferrée d'intérêt local faisant face à celle de l'État). Près de cette commune, à Grugny, existait le seul embranchement particulier du réseau utilisé pour desservir l'asile départemental.
En 1918, la construction, à des fins stratégiques, d'un raccordement permettant une liaison directe entre les lignes de Motteville à Clères et de Clères à Montérolier-Buchy (évitant ainsi un rebroussement) nécessita l'établissement d'un passage inférieur pour le chemin de fer départemental.
Au début de l'exploitation, les services assurés sur la ligne ressemblaient à ceux en vigueur sur son homologue. Trois allers et retours quotidiens étaient effectués entre Ouville-la-Rivière et Clères (plus un supplémentaire les dimanches et fêtes), ces convois circulaient sur le tronc commun Ouville-la-Rivière - Gueures peu de temps avant ou après les trains desservant la vallée de la Saâne. Chaque jour, deux navettes étaient également mises en service entre Bacqueville-en-Caux et Ouville-la-Rivière tous les samedis où elles offraient une correspondance avec les convois de l'État jusqu'à Dieppe. Le parcours demandait au minimum (cette fois encore le dimanche) 1 h 30 entre les deux terminus (1 h 22 sur la ligne à partir ou jusqu'à Gueures), soit une vitesse moyenne de 25,8 km/h avec 16 arrêts intermédiaires.

### Des itinéraires peu rentables

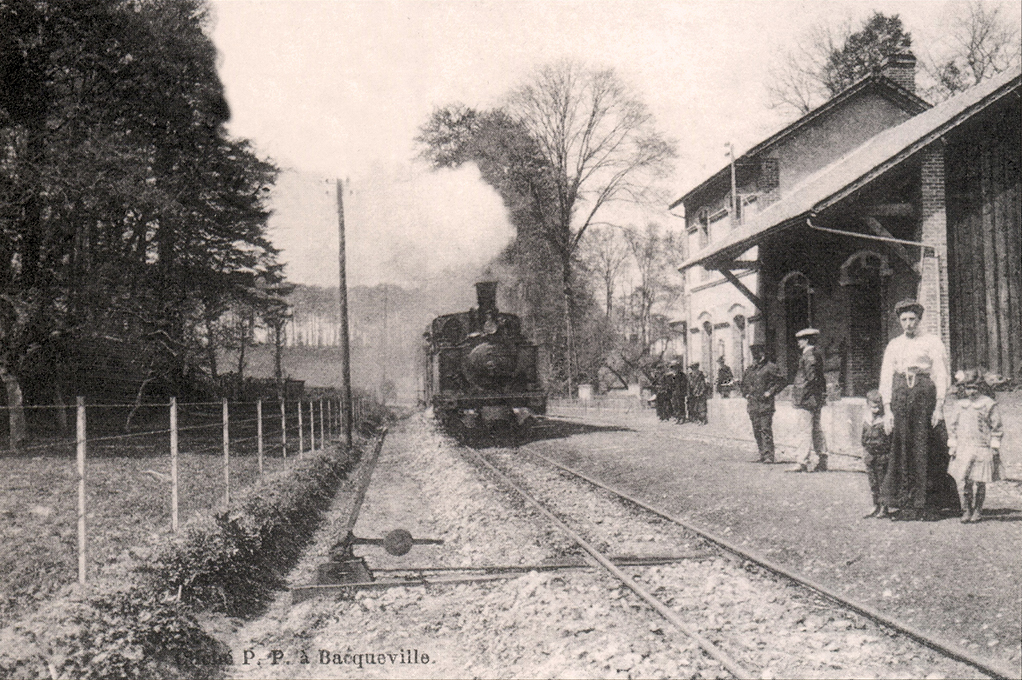
Un train à l'arrivée en gare de Bacqueville-en-Caux.

Malgré l'ouverture de la deuxième voie ferrée, le coefficient d'exploitation demeurait médiocre (0,79 en 1913) et les trains subissaient régulièrement des attaques dans la presse locale, en particulier dans L'Éclaireur de Dieppe. Les voyageurs se plaignaient du manque de sérieux de l'exploitation: arrêts grillés par les convois, retards fréquents...
Peu de jours après, la publication d'articles peu élogieux pour le réseau allaient en quelque sorte donner raison à ses détracteurs. Du 30 décembre 1913 au soir du 1er janvier 1914, de très fortes chutes de neige, inhabituelles en climat océanique, perturbèrent  largement la circulation des convois et montrèrent l'état d'impréparation des hommes et du matériel. Sur les trente-six trains réguliers circulant durant la période de tempête, cinq furent supprimés, dix virent leurs parcours fortement réduits, les autres subirent des retards allant jusqu'à 9 h 37.
Aucune précaution n'avait été prise contre ce genre d'intempéries, le réseau ne possédait pas de chasse-neige (il en achètera deux à la suite de cette expérience malheureuse). Les voitures de voyageurs n'étaient pas chauffées, les quais des haltes et des arrêts n'étaient pas débarrassés de la neige, ceux des gares l'étaient très sommairement, les prises d'eau de Saint-Mards et de Saâne-Saint-Just n'étaient plus en état de marche en raison des basses températures.
En plus de ces difficultés d'exploitation, la compagnie connaissait des déboires relatifs au prolongement de la ligne de Clères jusqu'à Rouen, itinéraire le plus viable économiquement d'après les différentes études. Le chemin de fer projeté partait de la gare de Clères, empruntait la vallée de la Clérette jusqu'à Montville, puis celle, très industrialisée, du Cailly avant de se raccorder à Bapeaume avec les voies de la Compagnie des chemins de fer du Nord desservant les quais du port de Rouen à partir de la gare de Rouen-Martainville. La voie ferrée devait aboutir au pied du pont transbordeur où était envisagée la construction d'une gare et d'une halle à marchandises.
Établie, comme les autres lignes, à voie métrique la voie ferrée d'une longueur totale de 21,5 kilomètres devait, de Montville à son terminus sur plus de la moitié de son parcours, être construite à quatre files de rails; la voie normale permettant aux puissantes industries de Déville-lès-Rouen, de Maromme, du Houlme et de Malaunay d'être en communication directe avec le réseau d'intérêt général
La ligne Le Havre - Rouen empruntait la vallée du Cailly mais ne permettait pas, en raison de son établissement, sur les versants encadrant celle-ci, une desserte des industries localisées sur les rives du cours d'eau. Un avant-projet définitif fut arrêté, une convention signée en 1911 et envoyés au ministère en vue de la déclaration d'utilité publique. La procédure, bien engagée, fut retardée par le décès de M. Laborie; reprise par ses héritiers, elle fut de nouveau suspendue par la déclaration de guerre.

## La Première Guerre mondiale et ses conséquences

### Les années de guerre
La Première Guerre mondiale éclata alors que des perspectives notables d'augmentation de trafic étaient envisagées en raison du développement de la culture de la betterave à sucre et qu'était enfin constituée officiellement, le 3 mai 1914, la Compagnie des Chemins de fer de Normandie ou CFN avec pour directeur, M. Férembach, le beau-fils de M. Laborie. Comme sur la plupart des voies ferrées, les premiers mois de guerre, d'août à octobre 1914, se manifestèrent par un arrêt total des circulations.
L'exploitation reprit au cours du dernier trimestre de l'année mais de manière réduite, deux navettes assuraient la desserte de chaque ligne, mais l'une demeurait facultative. Comme les autres voies ferrées d'intérêt local, les itinéraires du CFN eurent à affronter des difficultés de ravitaillement en charbon, la pénurie de personnel, le manque d'entretien de leur matériel et de leurs infrastructures et l'incompréhension des autorités militaires.
Les difficultés d'obtenir du combustible conduisirent la compagnie à manifester son intention de suspendre l'exploitation dès le mois de février 1916, toutefois la menace d'une mise sous séquestre l'avait conduit à poursuivre le service. En mai-juin 1917, le CFN fut obligé de suspendre l'exploitation de la ligne de Gueures à Clères en raison du retard dans les livraisons de charbon effectuées par les chemins de fer de l'État.
Pour pallier cette pénurie, la direction fit des essais de chauffe au bois et demanda l'autorisation de faire circuler des automotrices à pétrole pour assurer le transport des voyageurs et des messageries ; les locomotives n'étant plus destinées qu'à la traction des convois de marchandises. En fait, une seule automotrice de type baladeuse, « ouverte à tous les ventes », a été essayée et a peut-être effectuée quelques circulations, ce matériel provenait du chemin de fer forestier de La Grande-Côte à Ronce-les-Bains situé dans le département de Charente-Inférieure, on la retrouva quelques années plus tard en exploitation sur les lignes de l'Eure également gérées par la famille Laborie.
Les problèmes d'exploitation tenaient également au manque de personnel, une majeure partie de celui-ci étant mobilisé. En mai 1917, le personnel de l'atelier de réparation d'Ouville-la-Rivière se limitait au chef de dépôt et à un ouvrier ; en outre, il ne subsistait que deux mécaniciens (un pour chaque ligne) et trois agents d'entretien pour 67 kilomètres de voie ferrée, le directeur de la Compagnie, M. Férembach était lui-même mobilisé.
Ces sous-effectifs expliquaient l'état déplorable du matériel roulant. Sur six machines, quatre fonctionnaient mal et deux d'entre elles nécessitaient de gros travaux de réparation qui dépassaient de loin les compétences de l'atelier d'Ouville-la-Rivière ; les deux locomotives en bon état de marche avaient été réquisitionnées, en 1916, par l'autorité militaire et servirent pour le ravitaillement des troupes à Verdun en circulant sur le Meusien.
Il ne subsistaient que quatre voitures, deux à bogies, deux à essieux pour l'ensemble du réseau ; les wagons avaient tous besoin d'une sérieuse révision. Les gares se délabraient, de nombreux appareils de levage étaient cassés, des heurtoirs et des taquets étaient brisés. Les appareils de voie se dégradaient, ce qui provoquait de nombreux déraillements lors des manœuvres.
Déjà déficitaire avant le conflit, le réseau vit encore sa situation s'aggraver même si le coefficient d'exploitation ne tomba jamais à un niveau critique : 0,72 en 1916, 0,60 en 1917, 0,72 en 1918. Le conseil général songeait déjà à fermer les lignes, il fallut l'intervention décisive de M. Le Verdier (conseiller général de Longueville-sur-Scie pour que l'assemblée départementale revienne sur son projet et, au contraire, accorde, une subvention exceptionnelle compensant la différence entre recettes et dépenses. La fin de la guerre intervint avant que l'armée ne mette à exécution son projet de démontage de la ligne de Clères pour approvisionner le front en rails.

### Une difficile reprise
Lorsque l'armistice du 11 novembre 1918 fut signé, la situation sur le réseau s'était encore dégradée par rapport à celle de 1917 exposée ci-dessus. Les quatre locomotives recélaient de graves avaries, l'état du parc des voitures et des wagons, des installations fixes avait empiré. Il fallut près d'un an pour que la situation s'améliore sensiblement grâce au retour des machines réquisitionnées par l'armée. Dès le 15 octobre 1919, les circulations s'étoffèrent quelque peu.
La ligne Ouville-la-Rivière - Motteville voyait circuler un aller-retour tous les jours de la semaine, plus un supplémentaire les mercredis et samedis ainsi qu'un marchandises facultatif entre Motteville et Anglesqueville-sur-Saâne.
La voie ferrée de Gueures à Clères connaissait des conditions relativement similaires : un aller-retour quotidien, deux trains supplémentaires les mardis et vendredis ainsi qu'un certain nombre de convois de marchandises plus ou moins réguliers entre Ouville-la-Rivière et Clères ou entre cette dernière commune et Bennetot.
En 1920, la situation redevint normale avec 2 trains quotidiens sur chaque itinéraire, mais l'époque des 3 allers et retours était définitivement terminée même si épisodiquement quelques navettes Yerville - Motteville furent mises en circulation.
Malgré cette situation stabilisée, le trafic des deux lignes était faible, le coefficient d'exploitation ne s'améliorait pas tandis que la situation économique de la nation se rétablissait (0,62 en 1919, mais toujours 0,58 en 1922, 0,66 en 1923, 0,56 en 1924. Il manquait 65 000 voyageurs par an à la ligne, le projet d'établissement d'un centre industriel important à Motteville (sucrerie) avait été abandonné et, avec lui, l'espoir d'une reprise du trafic marchandises.
L'agent-voyer en chef du département, M. Minne, avait, dans une intervention, en 1922, devant le conseil général, bien analysé la situation:

« Sur ce réseau, une partie du trafic échappe par la volonté des expéditeurs ou destinataires qui préfèrent aller par voie de terre à des distances souvent longues porter leurs marchandises à la grande ligne d'intérêt général(...) En l'état actuel des choses, les populations, chez lesquelles il faut constater un certain parti pris, devraient comprendre qu'en abandonnant le chemin de fer construit à grand frais dans leur intérêt seul elles compromettent sa vitalité et tout à fait directement les finances départementales. Si la collectivité française intervient tout entière pour équilibrer les budgets des grands réseaux, par des subventions compensatrices de recettes insuffisantes parce que les chemins de fer d'intérêt général intéressent toute la collectivité, il ne faut pas perdre de vue que la collectivité départementale n'est pas également intéressée aux V.F.I.L. et qu'à côté d'elle, les usagers doivent fournir l'élément trafic indispensable à sa vitalité. »

Une restructuration s'imposait donc pour ces deux lignes sous peine de les voir disparaître guère plus de dix ans après leur inauguration mais la société désormais dirigée par Jean Laborie, fils du créateur défunt de l'entreprise, n'apparaissait pas en mesure de la réaliser. Au mois de mai 1925, M. Laborie, contacta le préfet pour lui signifier son intention d'abandonner l'exploitation de ces voies ferrées non rentables. La proposition fut acceptée sans difficultés, le département s'engagea à verser 500 000 francs à la compagnie pour le rachat de l'outillage et des divers approvisionnements.
Excluant toute régie directe, les autorités de Seine-Inférieure reçurent favorablement la candidature comme exploitant de la Société générale des chemins de fer économiques ou SE qui gérait déjà la ligne d'Aumale à Envermeu pour le compte du département. Une convention d'affermage fut signée, le 21 juillet 1925 entre les deux parties, ainsi s'ouvrait une nouvelle page dans l'histoire du Chemin de fer de Normandie. La SE se contentait de gérer le réseau et recevait de la part du département 5 % des recettes brutes et le montant justifié des dépenses, plus éventuellement une prime en cas de bonne gestion.

## Tentative de modernisation et la fin de l'exploitation

### La persistance des difficultés
Avec l'exploitation des deux lignes cauchoises, la SE se retrouvait à la tête de 120 kilomètres des voies ferrées en Seine-Inférieure et à la tête d'un parc de 139 unités dont 10 locomotives.
La nouvelle société, outre des économies réalisées grâce aux achats groupés de charbon et de combustible, entreprit de réduire assez drastiquement les dépenses. Les gares et haltes subirent des réductions d'effectifs, une seule personne était désormais employée à la gestion de celle-ci, les haltes virent, sauf à Biville-la-Baignarde et Brachy, disparaître leur personnel. Sur la voie, les petites équipes locales furent remplacées par deux grandes équipes (une pour chaque ligne) plus performantes et se déplaçant en draisine. Des arrêts furent supprimés, permettant d'accélérer les temps de parcours.

## Personnel
On dispose d'assez peu d'informations sur le personnel, recruté localement et, jusqu'à la reprise de l'exploitation par la SE et réparti le long des voies (sauf dans le cadre des employés du dépôt d'Ouville-la-Rivière. Des débuts à la veille de la Première Guerre mondiale jusqu'en 1928, le réseau comptait cinquante-deux d'employés, à savoir:
- trois membres de l'administration ;
- huit membres parmi le personnel de traction : quatre mécaniciens, quatre chauffeurs ;
- quatre membres au dépôt-atelier dont le chef de l'établissement et trois hommes sous ses ordres ;
- deux membres parmi le personnel des trains : deux chefs de train-receveurs ;
- dix-neuf membres parmi le personnel des gares et des haltes ;
- seize membres du personnel de voie : cantonniers.

Les mesures d'économie adoptées par le nouvel exploitant après 1928 conduisirent à des réductions de personnel. En 1932, le Chemin de fer de Normandie ne comptait plus que trente-trois salariés, toujours trois à l'administration et deux au service des trains, mais désormais quatre à la traction, deux au dépôt-atelier, quatorze dans les gares et seulement huit sur la voie. Ces chiffres devaient progressivement baisser, mais dans des proportions faibles, jusqu'à la fermeture des lignes.